# Eferding
Eferding este un oraș din regiunea Hausruckviertel, Austria Superioară. 

## Istoric
Eferding este al treilea oraș ca vechime din Austria, cu drepturi urbane din anul 1222. Localitatea apare ca unul din locurile de desfășurare a Cântecului Nibelungilor.